# Theta Centauri
Désignations
Theta Centauri (θ Cen / θ Centauri, Thêta Centauri), également nommée Menkent, est une étoile géante de la constellation du Centaure. Sa magnitude apparente est de +2,06.
L'étoile porte le nom traditionnel de Menkent, dérivant de l'arabe al-Man[kibal-Aymanmin] Qanṭ[ūris] et signifiant « l'Épaule (droite) du Centaure ». Il a été officialisé par l'Union Astronomique Internationale le 21 août 2016.
Theta Centauri est une géante rouge de type spectral K0-IIIb. D'après la mesure de sa parallaxe annuelle par le satellite Hipparcos, elle est située à ∼ 58,8 a.l. (∼ 18 pc) de la Terre.